# ガンダムジェミナス
ガンダムジェミナス(Gundam Geminass)は、テレビアニメ『新機動戦記ガンダムW』の外伝作品『新機動戦記ガンダムW デュアルストーリー G-UNIT』に登場する架空の兵器。
資源衛星「MO-V」で開発された試作型ガンダムタイプMS（モビルスーツ）。のちにOZ（オズ）プライズによって衛星ごと接収される。機体名の「ジェミナス」は黄道十二星座の1つ双子座に由来する。
メカニックデザインは阿久津潤一（ビークラフト）が担当。本項では、作中に登場する各発展機の解説もおこなう。

## デザイン
ビークラフト(現アストレイズ)で製作に関与した新谷学はインタビューに際し、『G-UNIT』の企画当初は『ガンダムW』の外伝ではなく、プラモデルのオリジナル企画として検討されていたことから、西遊記をモチーフにしたガンダムなどの案が提示されたと語っている。そのなかで『鋼鉄ジーグ』をモチーフにしたパーツ交換ギミックを取り入れたガンダムがのちのジェミナスへと変遷したことを説明している。デザインにあたっては、阿久津潤一が嗜好していた『バーチャファイター2』の影響からハチマキなどの意匠が取り入れられており、アサルトブースターには『スタートレック』に登場したエンタープライズ号の意匠が存在すると語っている。また、『G-UNIT』は5体のプラモデルを発売する企画としてスタートし、のちに6体目の発売案が出たが消滅、その折に新谷が発案したハイゴッグから変形するガンダムのアイディアを阿久津がデザインしたものがガンダムバーンレプオスであり、その後ストーリー進行においてときた洸一が作中に登場させたとしている。

## 設定解説
開発は資源衛星都市「MO-V」に存在する企業「ハーマン・インダストリ」でおこなわれ、設計は同地の科学者ドクター・ペルゲによっておこなわれた。MO-VがOZの傘下に入ったことから、同組織の制式採用を視野に入れていた機体でもある。「Gユニット」に分類される機種であり、ウイングガンダムゼロやその派生機群とは異なり、特定のコンセプトに特化するよりも換装機構により各種任務に対応する汎用性を重視している。そのため、主動力炉とコックピットを内包する胴体をコアとして、頭部や四肢まで含めた共通規格のオプションパーツを換装することで、あらゆる戦場に適応可能な汎用性を獲得している。この換装機構のためにジェミナスの機体各部にはリニアロック・ボルトと呼ばれる電磁駆動式のジョイントが備えられ、各パーツを接続している。Gユニットとして開発された他機とは装備の互換性を有している。

### 武装・装備
ビームソード
高出力のプラズマを磁界収束によって刀身状に形成する兵装。非使用時はバックパックにマウントする。
アクセラレートライフル
OZ内部の量子物理学研究所で開発されていた試作ビーム兵器。螺旋型粒子加速器でミューオンを加速投射するビーム兵器。電磁コンデンサーが内蔵されており、「ハイパーショット」と呼ばれる溜め撃ちが可能。
非使用時はシールド裏側にマウント可能。
G-UNITシールド
ハニカム構造をもつガンダニュウム合金製の盾で、装備に組み込まれているEM(電磁場)フィールド発生装置によって実弾とビーム双方を防御可能としている。
質量感応型索敵システム
胸部に設置される。物質による空間のゆがみを増幅・補足し、モニターに投影する。

### PXシステム
ジェミナスなどの一部機体に搭載されたシステム。開発はドクター・ペルゲによるもので、「PX」とは「PILOTS EXPERINCE」の略。これは人間の緊張が極限になったとき感覚が鋭敏になる研究から作られたもので、発動時は機体速度を高めることができる。機体とパイロットへの負荷が大きいという欠点があるため、通常はリミッターが設定されているが、これを解除することでさらなる高性能を発揮する「オーバードライブモード」となる。
ジェミナスのコックピットはリーオーをベースとしているが、このPXシステムに対応したヘッドレストが設置されている。のちにPXシステム対応の新型シートへと換装される。

### 換装ユニット
地上用ユニット
肩と脚に装備される基本ユニット。地上用でありながら宇宙空間でも運用可能。

宇宙用ユニット
「アサルトブースター」の別名をもつ高機動ユニット。肩・脚・背部にスラスターが追加され、推力を向上させる。

高機動型ユニット
劇中未登場。宇宙用ユニットのバリエーションで、こちらは大気圏内での使用を前提とした飛行ユニット。
『ガンダムEXA』では、レオス・アロイがMO-Vに輸送前状態の01に装備させて搭乗。

陸戦重装ユニット
劇中未登場。陸戦重視を目的とした装備で、増加装甲や大型火器の装備によって、耐弾性と砲撃戦能力が強化されている。
『ガンダムEXA』では、ピーニャ・ハーシーがMO-Vに輸送前状態の02に装備させて搭乗。

『コミックボンボン』「Gユニットコンテスト」作例
以下の形態は、1997年に『コミックボンボン』誌におけるジェミナス換装形態の読者公募「Gユニットコンテスト」がおこなわれた際に、雑誌側の作品例として掲載されたもの。デザインはGユニットのコンセプト段階で描かれたものを流用している。
重火力型後方支援用陸戦ユニット
重火力戦や遠距離戦を得意とする地上用ユニット。格闘戦には不向き。
大気圏内用全天候型多目的空戦ユニット
マッハ7.5での高速移動が可能な飛行用ユニット。偵察機や攻撃機としての運用も可能としている。
水中型特殊戦術用砲雷撃戦用ユニット
水深1200メートルまでの潜航が可能な水上・水中戦用装備で、移動速度も96ノットに達する。

## ガンダムジェミナス01
「G-UNIT」シリーズ1号機。機体色は白を基調としている。メインパイロットはアディン・バーネット。
MO-VがOZに接収された際に型式番号がX-GU01AからOZX-GU01Aに変更。オリジナルシート完成までは、コックピットシートはリーオーのものが使用されていた。アディンがガンダムの存在を知った際には、頭部にサインペンでGUNDAMの名を書かれる。
シルヴァ・クラウンの駆るガンダムアスクレプオスとの戦いで損傷し、L.O.ブースター仕様に強化される。
『新機動戦記ガンダムW G-UNIT オペレーション・ガリアレスト』では、ルシエによって修復され、損傷したガンダムグリープの代用機としてアディンが搭乗している。

### ガンダムL.O.ブースター
ジェミナス01に「G-UNIT SYSTEM 03」に分類される「Liner Offence-Booster」の試作1号を装備した高機動形態。パイロットは引き続きアディンが務めるが、「ガンダムグリープ」に乗り換えて以降は、MO-Vに身を寄せたロッシェ・ナトゥーノの搭乗機となる。
肩部には増設された小型反応炉をもち、装備と推進器の出力が高められている。同時に機体肩部と膝部にはスラスターを設置し、推力と機動性も向上したが、進路上の物体の把握や早期回避能力も必要であることから、機体前方には大型のドップラーセンサーを備え、索敵能力を増強した。高速飛行モードに変形する事も可能。スラストビームキャノンにより遠距離攻撃能力も増強された。
『新機動戦記ガンダムW G-UNIT オペレーション・ガリアレスト』では、最終決戦時に、各部の軽量化・ブースト出力の限界までの引き上げが行われ、防御力が極端に低下した代わりに機動性が230%向上した。ロッシェは、PXシステムに対抗するための判断と述べている。併せて、ロッシェの趣味でゴールドとレッドを主体とした塗装に変更された。
2022年にプレミアムバンダイから販売されたHGAC版プラモデルでは、脚部のデザインが刷新され、高速飛行モード時の足回りの変形機構も変更された。デザインを担当した阿久津潤一は、旧製品での変形ギミックに不満が残ったことから、足回りにも変形機構を追加したと述べている。
名称の由来は、ロブスターの語呂合わせ。名称決定の経緯について、当時のプラモデルの色数の制約から、赤と赤紫基調でデザインを納品したところ、バンダイから「L.O.ブースターに決定した」と連絡が来たという。なぜロブスターになったかについては明らかにされていない。

#### 武装・装備(LOブースター)
リアクターユニット
LOブースターの両肩部で、小型反応炉とバインダーパーツ、スラストシザースと呼ばれる電磁誘導レールからなる。
スラストシザースからの電磁収束により集束・拡散切り替えが可能なビーム砲「スラストビームキャノン」として機能するほか、同部位からエネルギー噴射をおこないスラスターとして機能する。
ビームソード
プラズマビームを磁界収束によって刀身状に形成した装備。非使用時はシールド裏面にマウントする。
軽量型アクセラレートサブマシンガン
標準型に比べて軽量化と小型化がなされたモデル。短時間にビームを連射可能で、高機動時の運動性向上に寄与している。
リアクティブシールド
サブマシンガン同様に運動性向上のために小型化された。表面には結晶構造の素子が設置されており、その素子がビームを吸収することでエネルギーを拡散させる。
アクティブスラスター
脚部に装備される姿勢制御スラスター。ノズルがフレキシブル化されているため噴射方向を変更可能なほか、設置された整流フィンによって大気圏内でも機能する。
メインスラスター
背部に3基装備する。
エクスパンドクロー
HGAC版プラモデルのオリジナル装備。高速飛行モード時に、足部分の変形によって形成する。鳥の鍵爪に似た形状をしている。

#### 劇中の活躍（LOブースター)
ドクター・ペルゲが残した設計図を元に製作される。ハイドラガンダムと交戦したあと、ガンダムグリープを受け取るため小惑星に偽装された工廠への移動に用いられた。アディン・バーネットがグリープを受領した後はロッシェ・トゥナーノに譲渡される。
最終決戦ではガンダムバーンレプオスとの戦闘で脚部、頭部、両腕を破壊されて戦闘不能になった。Liner Offence-BoosterはGユニット最終型に用いられた。

### ガリアレスト決戦仕様（ガリアジェミナス）
『新機動戦記ガンダムW G-UNIT オペレーション・ガリアレスト』に登場。
ガンダムディオズ / ガンダムスキュリとの決戦のためにガリアレストの工廠で換装した形態で、宇宙用ユニットと高機動ユニット、2つのユニットを装備している。主に機動性の向上とガンダムグリープのバスターメガ粒子砲を携行火器にし、それをジェミナスでも運用できるように増設型ジェネレーターを右肩に装備している。左腕には陸戦重装型ユニットのミサイルポッドを装備している。

#### 武装・装備（ガリアジェミナス）
グリープアームズ
ガンダムグリープの機首を転用しメガ粒子ランチャーと砲口の両側にはビームサーベルを装備。メガ粒子ランチャーを使用する際には右肩のジェネレーターからのエネルギーを供給する。　またグリープの機首を転用している為リフレクターシールドの機能もあり防御能力は高い。
インテグレートミサイルランチャー
重装陸戦型用のミサイルランチャーを転用し手持ち武器として改造している。ミサイルは通常弾以外にプロトタイプスコーピオが装備していたディフェンダーズネット弾も装備されている。
パワージェネレーター&キャパシタ
高機動ユニットのブースターポットのタービンをプロトタイプスコーピオから取り外したパワーキャパシタへと変更しグリープ同等の出力を確保しているが、機体バランスが悪くなっておりバックパックのスラスター等で制御する必要がる。
アサルトブースター
右肩以外は従来の物と変わらないがシステム最適化により推進力が20%アップした。
高機動ユニット
大気圏内用の飛行ユニットを空間機動用にシステムを変更している。

## ガンダムジェミナス02
「G-UNIT」シリーズの2号機。メインパイロットはアディンの兄であるオデル・バーネット。1号機と同じく、OZに接収された際に型式番号がX-GU02AからOZX-GU02Aに変更された。おもに資源衛星内で試験運用されていた1号機と異なり、宇宙空間での運用を目的としており、機密保持のため低視認性の青基調の塗装が施されている。PXシステムを最初に搭載した機体でもある。のちにOZプライズとの戦いで破損し、OZプライズによってガンダムアスクレプオスに強化される。

### ガンダムアスクレプオス
「OZプライズ」が鹵獲したジェミナス02を改修した高機動強襲用MS。パーツ換装で各戦場に対応する改修前とは異なり、通常形態の「高機動モード」から大型のバックパックを頭部に被り、両肩部のパーツを接近戦用のクローとして両腕部に装備させる「接近戦モード」に変形することで作戦に対応する。この状態でも大気圏内外を問わない活動が可能で、とりわけ水中戦を得意とする。また、ガンダムジェミナスをベースとしたため基本性能は高く、宇宙空間・地上・空中・水中を問わない適応性を有する。両肩バインダーとバックパックにはハイトルクスラスターを備え、機体に一撃離脱戦法が可能な推力を付加させている。また、脚部は増量した肩部パーツに対するカウンターウェイトとエネルギータンク、スラスターからなるプロペラントレッグタンクが取り付けられた。

#### 武装・装備(アスクレプオス)
ビームソード、アクセラレートライフル、G-UNITシールド
いずれもジェミナスと同型の装備。ビームソードは肩部アーマー裏側にマウントされる。ライフルとシールドは最終決戦で使用される。
パイソンクロー
接近戦モード時のマニピュレーター。爪部は超振動素子ブレードとなる。通常形態においても腕部のみを変形させることで使用可能。
ラピッドショット
パイソンクロー中央部に設置される接近戦用のビームバルカン。
アクティブジャマー
接近戦モードにおける頭部レドームユニットに装備されており、敵MSのセンサーやレーダーをかく乱する。
全方位アクティブスキャナー
接近戦モードにおける頭部レドームユニットに装備されており、300キロメートル四方を索敵し補足可能。

#### 作中の活躍(アスクレプオス)
当初のパイロットはロッシェが務めていたが、後にMO-VからOZプライズに鞍替えしたDr.ペルゲが連れて来たシルヴァ・クラウンの搭乗機となる。シルヴァがOZプライズを脱出しMO-Vに帰還しようとした際は、ハイドラガンダムによって破壊された頭部をジェミナス01のものを流用して修復される。最終決戦では、ペルゲが対オデル用のプログラムを組み込んだビルゴ隊に動きを読まれ、拘束されてしまうが、ペルゲが両親の仇であることを知ったオデルがPXをオーバードライブさせたことで逆転。ペルゲを討つもアスクレプオスのパーツは破損・戦闘不能になる。Gユニット最終型には本機の頭部・胸部・腕が用いられた。
『∀ガンダム』のコミックボンボン連載コミカライズ版では発掘された機械人形として登場。コレン・ナンダーの搭乗機として、テレビ版における彼の赤いカプルの代わりに使用されている。なお、この漫画版は『デュアルストーリー G-UNIT』同様ときた洸一が執筆している。足の形が少し違っており、また非変形のMSであるため厳密にはガンダムではない。後に同作者による『ガンダムEXA』の正暦世界にも引き続き登場。こちらでは『∀ガンダム』の時のような姿形の変化はなく、そのまま発掘されている。コレンが接近戦形態の本機に乗り込もうとした際、ダイブしたセシア･アウェアの誤作動でガンダムとしての素顔を見せ、彼はアスクレプオスがガンダムであることを初めて知り驚愕する。そのため、アスクレプオスに搭乗するのを嫌がり、テレビ版と同じく赤いカプルに搭乗する。

## ガンダムバーンレプオス
Dr.ペルゲがアスクレプオスの強化発展型として開発した機体。接近戦を得意とした設計となっており、スターダストナイツのクラーツ・シェルビィが搭乗する。
PXシステムや変形機構をもち、「デュエルモード」へと可変する。同形態ではバックパックが頭部に被さり、長い腕部クロー(ゴレムクロー)が展開される。搭乗者のクラーツがシステムに対応されている訓練を受けていない上に、ペルゲによって故意的にシステムのリミッターが設置されていない為、暴走する危険性をはらんでいる。

### 武装・装備(バーンレプオス)
アサルト・ベイオネット
右腕に装備される剣。通常形態では機動性を活かして敵機に接近し、この剣で撃破する戦法を得意とする。
ゲーム『SDガンダム GGENERATION OVERWORLD』では柄の部分にラピッドショットを内蔵する。
ゴレムクロー
デュエルモード時に機体の腕部が変形するクロー。
通常形態においても腕部のみを変形させることで使用可能で、コミック作中でも使用する描写がある。
EMFシールド
左腕に装備する。

### 作中の活躍(バーンレプオス)
ホワイトファングのビルゴII部隊を単機で壊滅させる戦果をあげ、OZプライズがMDのコントロールを奪って逆に戦力として利用させることに貢献する。MO-Vとの最終決戦時にも、PXシステムを発動させたことでロッシェ・ナトゥーノの駆るガンダムL.O.ブースターを圧倒的な性能で追い詰めるが、搭載されていたPXシステムにリミッターが存在しなかったため、オーバードライブに機体が耐えられず自己崩壊。パイロットのクラーツも、半ば精神崩壊を引き起こした状態で死亡する。
『SDガンダムG GENERATION F』に搭乗した際のカラーリングは、アスクレプオスと大差無かったが、のちの電撃データコレクション『機動戦士ガンダムW [増補改訂版]』でリデザインが行われた際には、クラーツの搭乗機であったカスタムリーオー・レオールと同じカラーリングとなっている。

## ガリアレストで製造されたもう一組のジェミナス
『新機動戦記ガンダムW G-UNIT オペレーション・ガリアレスト』に登場。メリクリウス・シュイヴァンとヴァイエイト・シュイヴァンの技術をほかの機体で験すため、ドクター・ペルゲがガリアレストにて開発した機体で、その目的は統率のとれた連携の他に、合体時に両機に搭載されたPXシステムを同時発動させる「ダブルPXシステム」を扱えるパイロットを手に入れるためだった。パイロットの一人、ゴルド・クラウンは、本機を「ジー・ユニット」ではなく「ガン・イット」と呼称することもある。ジェミナス01・02に無い特徴として、2機が合体して強力なモビルスーツに変形する機構を持つ。

### ガンダムカスター
型式番号 OZX-GU03CA。月面都市コロニー・ガリアレストに存在したGユニットのパーツを元に製造された機体で、高速飛行形態に変形可能。メリクリウスの技術がフィードバックされており、プラネイトディフェンサーを装備するなど防御性能に特化している。ドクター・ペルゲが開発した、ジェミナス3号機に位置付けられる機体とされている。パイロットはアルファー・ルートディア。後頭部は、スキュリ用のフェイスとなっている。

#### 武装・装備（カスター）
ディフェンド・アームズ
近接専用の大振りな実体型の斧。飛行形態時には機首となる。
プラネイトディフェンサー
飛行形態時の翼となる部分に計12基装備。従来のプラネイトディフェンサーの弱点であるレーザー兵器を無効化する「パーティクルフィールド」も同時展開している。

### ガンダムポリュクス
型式番号 OZX-GU04PX。ヴァイエイトの技術がフィードバックされた攻撃型の機体。Gユニット系列の機体で可変機構を有しており、パイロットはOZリプライズを自称するゴルド・クラウンが務める。ドクター・ペルゲが開発した、ジェミナス4号機に位置付けられる。後頭部は、ディオズ用のフェイスとなっている。

#### 武装・装備（ポリュクス）
コアランサー
フィールド発生器を内蔵した大出力のビーム兵器。ビームライフルとビームサーベルとで使い分けが可能。
ブレイク・アームズ
コアランサーにその回りを覆うデバイス「PAカウリング」を装備した武器。フィールド形成しビームの増幅、偏向が可能。4枚のPAカウリングを展開させて広範囲射撃も可能となる。

### ガンダムスキュリ
ガンダムカスターとガンダムポリュクスの合体形態（コンビネーションフォーム）のひとつ。ポリュクスがリード機となり、ポリュクス側が合体と操縦権限を持つ。合体コードはβ/α。巨大な肩アーマーと、鳥類を彷彿とさせる頭部が特徴。ポリュクスが胴体・脚部・肩アーマーを、カスターが頭部・腕部・腰アーマー・バックパックを構成する。パワーも、単機の倍以上に向上している。前腕部はマニピュレーターが無く、高出力ビームサーベル（ビームバルカン、ビームキャノンも兼用）を装備する。プラネイトディフェンサー、PXシステムも使用可能。戦闘中でも、ガンダムディオズへの変形（フォームチェンジ）が瞬時に可能（ディオズからスキュリも同様）。

### ガンダムディオズ
ガンダムカスターとガンダムポリュクスの合体形態のひとつ。カスターがリード機となり、カスター側が合体と操縦権限を持つ。合体コードはα/β。アルファー曰く「こちらが本命の最強G-UNIT」。カスター単機と比較すると、肩幅や脚部が一回り大きくなっている。カスターが胴体・脚部・腰アーマー・背面ウイングを、ポリュクスが頭部・肩部・腕部・バックパックを構成する。防御面も強化されており、プラネイトディフェンサーに加えて、リング状の防御フィールドも発生させることが可能。攻撃面では、合体前の両機の武器を同時に運用可能なほか、プラネイトディフェンサーから無数のビームを放つ「双子座α流星群（ジェミニズアルファストライク）」も使用する。PXシステムも使用可能で、アディン達に先駆けてオーバードライブも使用した。合体時はメイン側が機体の操縦、サブ側がPXシステムの発動を分担させる事でパイロットの負担を軽減させる事ができる。腕部（分離時のポリュクスの脚部）が破壊されても、カスター側の腕部が無事であれば動作は可能。

### 作中での活躍（ガンダムスキュリ/ガンダムディオズ）
ガンダムジェミナスの倍以上のパワーと高火力、PXシステムのオーバードライブで、ロッシェのスコーピオやバーネット兄弟のガンダムジェミナスを圧倒する。しかし、乱入してきたヴァルダーのハイドラガンダムにはオーバードライブをほぼ常用した状態でも歯が立たず、徐々に機体を損壊させられる。オーバードライブの酷使でゴルドがヴァルダーとの戦闘中に意識不明となったため（作者は生死については「謎」としている）、オーバードライブの発動も行えなくなり、最終的に撃墜されるが、カスター側は、全損を免れている。

## G-UNIT最終型
OZプライズとの最終決戦で大破したMO-Vのガンダム3機の可動可能なパーツをG-UNITシステムを用いて組み合わせた機体。アスクレプオスの頭部・胸部・両腕、L.O.ブースターのLiner Offence-Booster、グリープの下半身とハイパーメガ粒子ランチャーで構成。アディンがパイロットを務め、グランシャリオを撃沈する。